# Tatiana Mukanire Bandalire
Tatiana Mukanire Bandalire est une militante congolaise contre les violences sexuelles, coordinatrice nationale du Mouvement national des survivantes des violences sexuelles en république démocratique du Congo.

## Biographie
Enfant, Tatiana Mukanire Bandalire vit dans le Sud-Kivu. À 5 ans, après le décès de sa mère, elle est recueillie dans un orphelinat, son père étant mort quand elle avait 2 ans. Après avoir été victime d'un viol en 2004, pendant l'insurrection de Bukavu au début de la guerre du Kivu, elle est reçue en consultation par le docteur Denis Mukwege à l'hôpital de Panzi. Ayant échangé pendant son processus de reconstruction avec d'autres survivantes de viols de guerre, elle s'implique en 2017 dans la création du Mouvement de survivantes de violences sexuelles en république démocratique du Congo, ainsi que dans la création du SEMA, réseau global des victimes et survivantes pour mettre fin à la violence sexuelle de guerre, dont elle devient coordinatrice nationale pour la république démocratique du Congo. Elle milite notamment pour la mise en œuvre des recommandations du rapport du Projet Mapping sur les violations des droits de l’homme et droit international commise entre 1993 et 2003 en république démocratique du Congo,.
Ayant étudié à l'Institut supérieur pédagogique (ISP) de Bukavu, elle intervient dans divers pays du monde pour sensibiliser à la lutte contre les violences sexuelles, notamment lors de divers événements organisés à New York pendant la Commission de la condition de la femme (CSW) en mars 2019 ou à l'université libre de Bruxelles pour un colloque organisé par Médecins du monde en avril 2019.
Elle est assistante de production pour le film SEMA, écrit et joué par des survivantes de viol, qui sort le 19 juin 2020 sur YouTube.
En octobre 2021, elle intervient à Kinshasa dans une table ronde visant à mettre en place un fonds national de réparation en faveur des victimes des violences sexuelles liées aux conflits. Elle fait partie cette année-là des neuf finalistes pour le prix Women Building Peace de l'Institut des États-Unis pour la paix.
Ayant confié début 2020 à Hugues Dewavrin, président de l'ONG La Guilde Européenne du Raid, un témoignage écrit des violences qu'elle a subies, elle publie en novembre 2021, aux éditions des femmes-Antoinette-Fouque, Au-delà de nos larmes, un récit de témoignage et de combat contre les violences sexuelles en temps de guerre tiré à 4 000 exemplaires. La comédienne Guila Clara Kessous le lit l'année suivante pour la collection de livres audio de la maison, « La Bibliothèque des voix », et reçoit pour sa lecture le Grand Prix Document du livre audio décerné par l'association de promotion du livre audio La Plume de Paon.

## Publications
- Au-delà de nos larmes, Denis Mukwege (préf.), éditions des femmes-Antoinette Fouque, Paris, 2021  (ISBN 978-2721009210)
- Au-delà de nos larmes (livre audio), lu par Guila Clara Kessous, « La Bibliothèque des voix », des femmes-Antoinette Fouque, Paris, 2022  (EAN 3328140025057) - Grand Prix Document du livre audio par La Plume de Paon[16].